# Мікроміцети

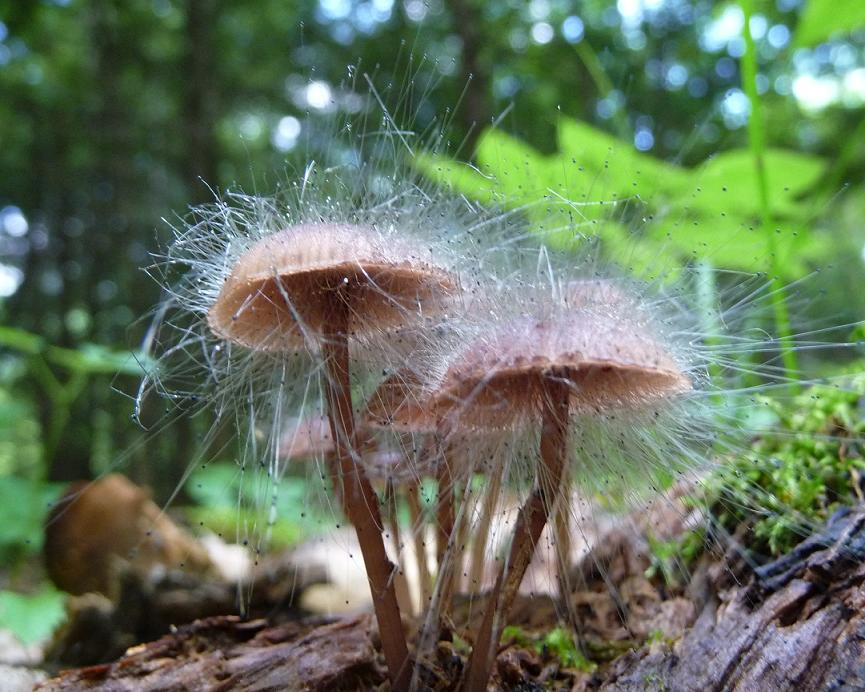
Мікроміцет Spinellus fusiger на макроміцеті Mycena haematopus

Мікроміце́ти (англ. micromycetes) або мікрогриби́ (англ. microfungi) — гриби (еукаріотичні організми), які мають мікроскопічні спороутворювальні структури, як-от пліснява, борошниста роса, іржа. Вони характеризуються трубчастим верхівковим ростом та мають клітинні стінки, що складаються з хітину, полімеру N-ацетилглюкозаміну. Мікроміцети — парафілетична група, яка відрізняється від макроміцетів лише відсутністю великого багатоклітинного плодового тіла. Вони повсюдно поширені у всіх наземних, прісноводних та морських середовищах і ростуть на рослинах, комахах, волосі, шкірі, в рубці жуйних, ґрунті та воді. Велика частина грибкового тіла складається з мікроскопічних ниток, що називаються гіфами, які пронизують субстрат, на якому вони ростуть. Міцелій мікроміцетів продукує спори, які переносяться повітрям, поширюючи у такий спосіб мікроміцета.
Багато видів мікроміцетів є нешкідливими, існують, наприклад, як ґрунтові сапротрофи, які здебільшого не помічаються людьми. Багато тисяч видів мікроміцетів зустрічаються в лишайниках, утворюючи симбіотичні взаємовідносини з водоростями. Інші мікроміцети, як-от представники родів Penicillium, Aspergillus та Neurospora , були вперше виявлені як пліснява, що спричиняє псування фруктів та хліба.
Деякі види мають комерційну цінність. Види роду Penicillium застосовуються у виробництві блакитних сирів та використовуються як джерело антибіотику пеніциліну, відкритого Александером Флемінгом у 1928 році, заразом Fusarium venenatum  використовується у виробництві мікопротеїнових харчових продуктів.

## Шкідливі мікроміцети
Мікроміцети можуть бути шкідливими та спричиняти хвороби рослин, тварин і людини з різним ступенем тяжкості та економічним впливом. Наприклад, мікоз стопи спричиняється видами мікроміцетів з роду Trichophyton. Мікроміцети також можуть викликати хвороби сільськогосподарських культур та дерев.

## Різноманіття
Вважається, що в США існує приблизно 13 000 видів мікроміцетів на рослинах або рослинних продуктах. З огляду на кількість видів, згаданих у літературі, та представлених у колекціях, кількість відомих у США мікроміцетів оцінюється у 29 000 видів. У районах світу, де гриби добре вивчені, співвідношення судинних рослин до грибів становить приблизно 6 до 1. Це свідчить про те, що в США може існувати близько 120 000 видів грибів та 1,5 млн у всьому світі.